# Смаженина
Смаженина — мясное блюдо, распространенное в украинской кухне.

## Происхождение
Происходит от способа приготовления: по-украински «жарить» — «смажити». Распространено во всех областях Украины. Это блюдо входило в состав почти всех торжественных событий, которые проходили не в пост. Со второй трети XIX века блюдо стали совершенствовать добавлением помидоров или какого-нибудь соуса.

## Приготовление
Нежирную свинину (курицу, говядину, баранину) до 0,5 кг нарезать кусочками, чуть-чуть отбить, посолить, поперчить и обжарить на свином жире (или масле) с обеих сторон до румяного цвета. Туда могут добавляться поджаренная мука, лук (2 шт.) и корни, которые немного заливают бульоном. Готовую свинину подавать на стол с жареным (или отварным) картофелем (7—8 картофелин), полив его соком, в котором она жарилась, и посыпав зеленью укропа и петрушки. Едят горячей.
По другому рецепту картофель тушат вместе с морковью и луком. Затем перекладывают слоями полуготовое жареное мясо и картофель и тушат в горшке в духовке с добавлением специй и корней до готовности. Готовое жаркое заправляют мелко порубленным чесноком и, подавая на стол, посыпают зеленью петрушки, иногда добавляя для вкуса сметану, квас или сыворотку.
Возможен вариант, когда к полуготовой жареной свинине добавляется жарившийся сырой картофель, а затем тушится вместе с мясом до готовности.

### Виды
- Смаженина с селедкой (из сельди готовят фарш, которым в надрезы начиняют обжаренный кусок мяса, а затем оно тушится или запекается)
- Смаженина по-раховски (добавляются брынза, шкварки, готовится из баранины или птицы)
- Смаженина по-черкасски (в горшочках)
- Смаженина по-галицки
- Смаженина из кролика
- Смаженина с грибами
- Смаженина с капустой

## В культуре
с 2017 года в селе Верхнее Водяное (Закарпатская область) проводит фестиваль «Апшанская смаженина».